# Superkart
Superkart és una modalitat de carreres d'automobilisme en carretera que utilitza karts en circuits llargs. La major diferència entre un superkart i la majoria de les altres formes de kart, és que tenen kits de carrosseria aerodinàmica completa, a més de tenir una distància entre eixos més llarga que el xassís sprint, i generalment es corren en circuits d'actuacions de més de 1.500 metres de longitud. En la unitat de potència, en la majoria de les vegades, però no exclusivament, són motors de dos temps de 250 cc, que poden ser motors de kart especialment dissenyats o motors de motocicletes de producció amb caixes del canvi manuals seqüencials de cinc o sis velocitats. A causa de la seva alta velocitat màxima i la seva excel·lent capacitat per a prendre corbes, la carrosseria aerodinàmica d'un superkart inclou una crestallera davantera, pontons més grans i un aleró posterior. Utilitzen pneumàtics i rodes i, amb major freqüència, competeixen en circuits de carreres d'actuacions de grandària completa.
Els superkarts de 250 cc poden marcar temps de tornada més ràpids que els vehicles de carreres molt més cars i tècnicament avançats. Algunes classes britàniques i australianes també inclouen karts amb caixa del canvi de 125 cc. Els Superkarts corren en "circuits llargs" (p. ex. Silverstone, Laguna Seca, Magny-Cours ). Al Regne Unit també es corre en "circuits curts" (per exemple, Kimbolton ); Els "curtcircuits" estan per sota de 1.500 metres de longitud. Els Superkarts es corren a tot el món. Hi ha un Campionat Europeu de Superkart CIK-FIA de múltiples esdeveniments (només per a karts de 250 cc), i en el passat hi ha hagut un campionat mundial, que es va celebrar per última vegada en 1995.
Els superkarts, una categoria global, estan recolzats per la FIA i van aparèixer com a categoria de suport en el Gran Premi de França de Fórmula 1 en Magny-Cours en 2007, on van millorar els temps de tornada de la Supercopa Porsche.

## Funcionament
Impulsat per un motor de 250cc de dos temps que produeix 75 kW (100 hp) HP (74,6 ) per a un pes total, inclòs el conductor de 205 quilograms, els superkarts tenen una relació potencia/pes (inclòs el conductor) d'aproximadament 365 kg (490hp/tona), o més prop de 730 kg (980hp/tona) sense el conductor, la qual cosa equival aproximadament a un automòbil nan o a un automòbil de Gran Premi A1 amb rodes obertes.

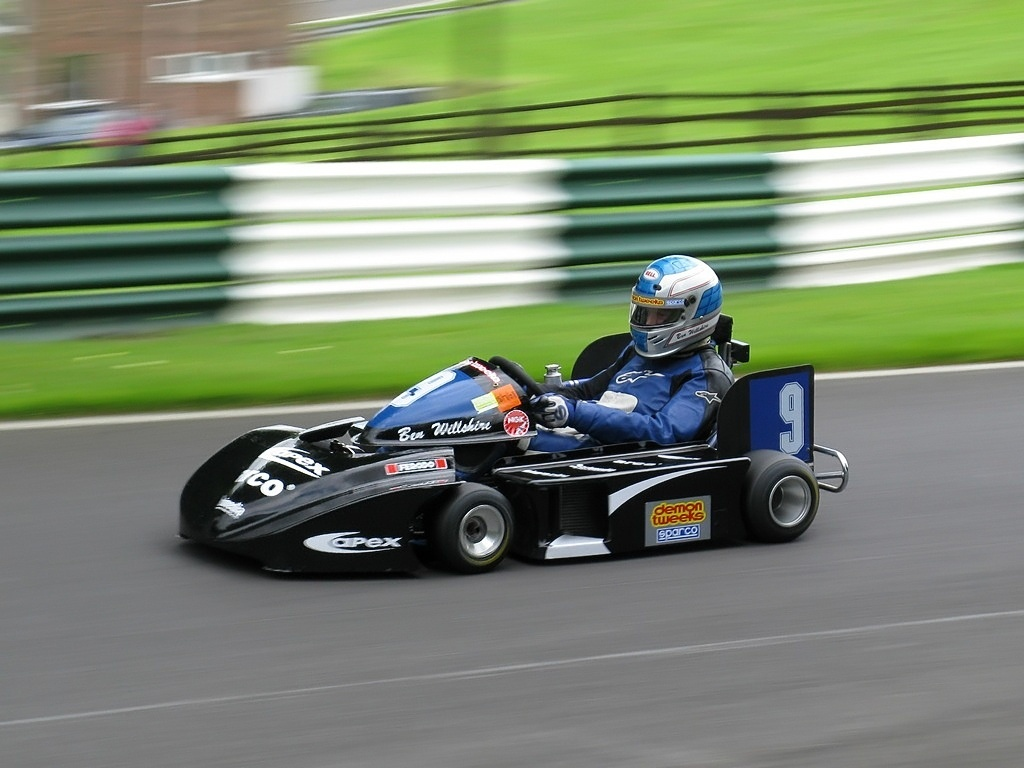
Superkart Ben Wilshire British 125 Classe Oberta

Els Superkarts poden accelerar de 0 a 100 km/h en menys de 3 segons amb una velocitat màxima de 250 km/h. El seu baix pes i la seva bona càrrega aerodinàmica garanteixen una excel·lent capacitat en corbes i de frenat. Un superkart és capaç de frenar des de 160 km/h fins a detenir-se en aproximadament 2 segons i prendre corbes a gairebé 3 g (30m/s²).